# كوين إيرلي
كوين إيرلي (بالإنجليزية: Quinn Early)‏ هو لاعب كرة قدم أمريكية أمريكي، ولد في 13 أبريل 1965 في ويست هيمستيد في الولايات المتحدة.

## وصلات خارجية
- كوين إيرلي على موقع مرجع كرة القدم المحترفة.كوم (الإنجليزية)